# Kliment Čermák
Kliment Čermák (1. dubna 1852 Čáslav – 19. ledna 1917 Čáslav) byl učitel, amatérský historik, archeolog, numismatik, muzejník, spisovatel a popularizátor poznatků v oblasti historických věd.

## Život

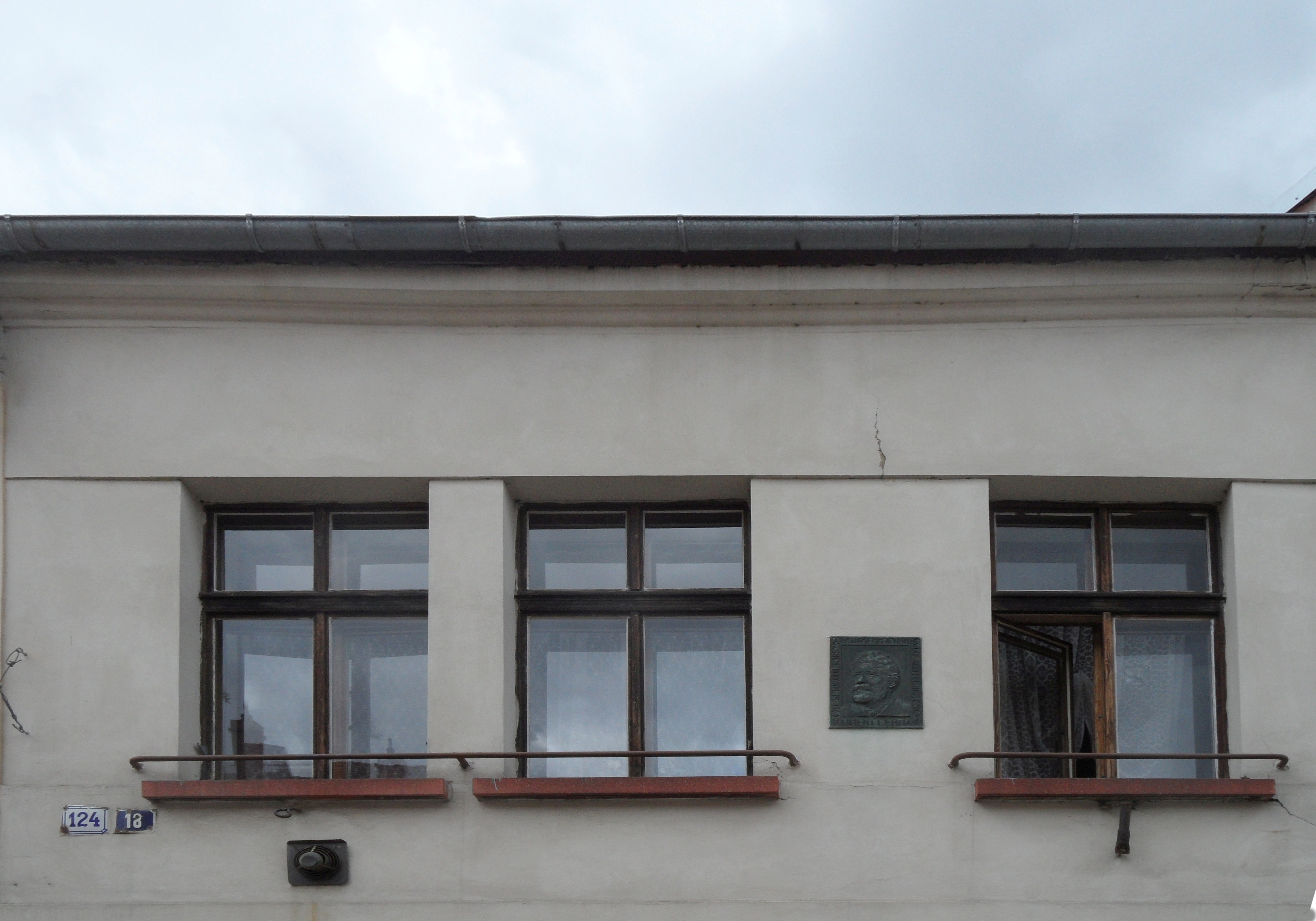
Rodný dům s pamětní deskou v Čáslavi

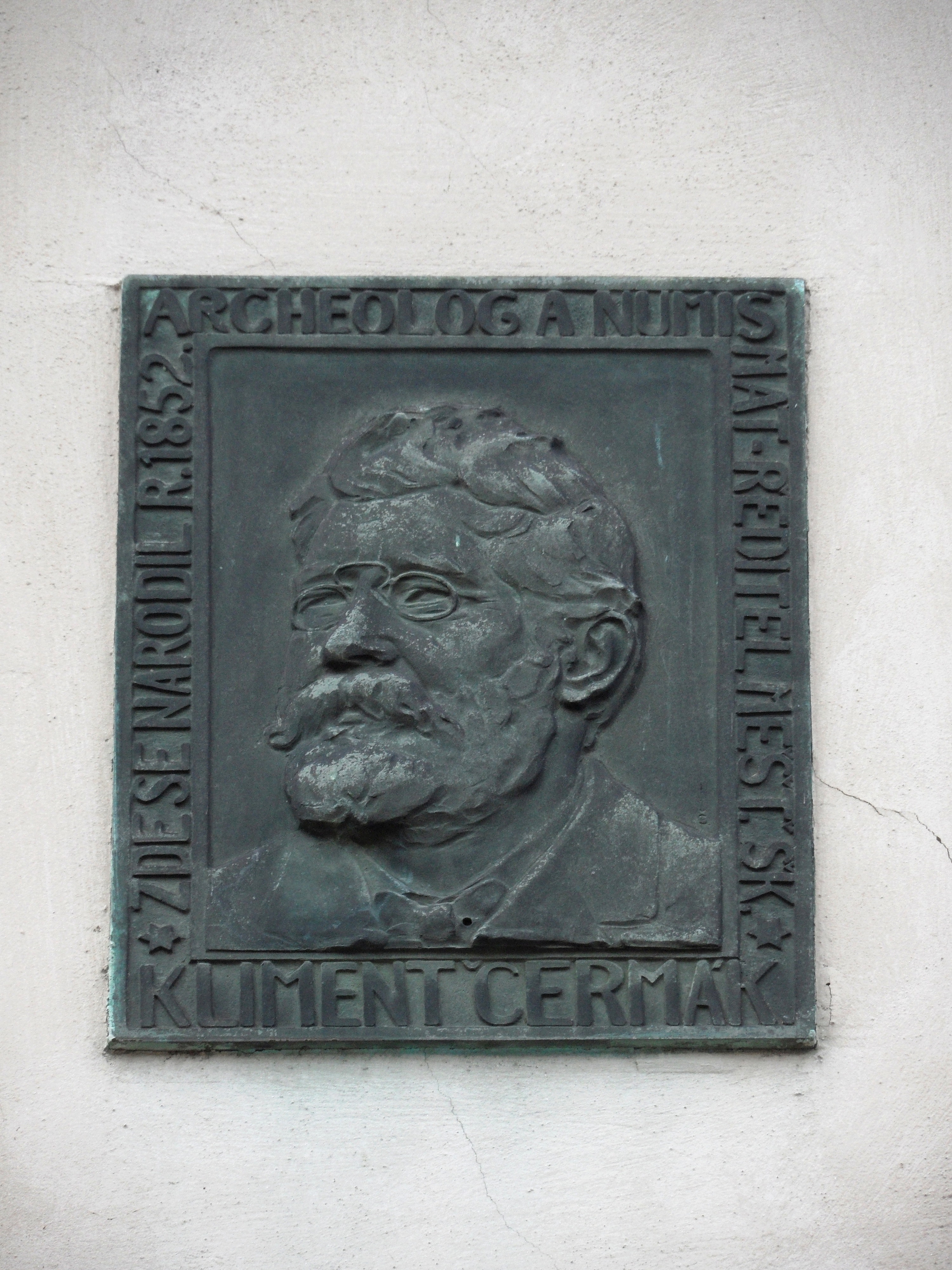
Pamětní deska v Čáslavi

Pocházel z rodiny místního knihtiskařského mistra Klimenta Jana Čermáka, který byl aktivní v místním obrozeneckém spolku Včela čáslavská, takže se Kliment Čermák již v dětství pohyboval v prostředí, které kladně reflektovalo především národní minulost a existenci historických památek. V letech 1868 až 1871 Kliment Čermák studoval v Praze učitelský ústav. Již v této době prohluboval své zájmy v oblasti geologie a paleontologie, a to za přispění prof. Antonína Friče. Zásadní vliv na něj ale mělo setkání se správcem archeologické sbírky Národního muzea Františkem Němcem, který jej hlouběji uvedl do archeologické praxe.
Po ukončení studií nastoupil jako učitel v Poličce, ale již za dva roky se přesunul zpět do Čáslavi, kde učil na místní reálce, pak měšťanské škole a nakonec a nejdéle (1896–1917) na dívčí obecné a měšťanské škole, kde byl i ředitelem.

## Archeologická činnost
Čermák během svého života provedl řadu archeologických výzkumů v Čáslavi a širším okolí. Především se jedná o výzkum mohyl u Chedrb (1882), neolitických lokalit u Čáslavi a Drobovic, výzkumy ve středověkém jádru města a na čáslavském Hrádku (1876–1893) a dále na různých hradech a tvrzích: Vilémov, Chlum, Drobovice (komenda), Lichnice, Paběnice. Výsledky těchto výzkumů publikoval ve výročních zprávách Včely (1880–1901), dále přispíval do Památek archeologických a byl dopisujícím členem Archeologického sboru Národního muzea.

## Muzejní činnost
Velmi výrazný vliv měl Čermák na vývoj muzeologie a muzejnictví, kde se jako první v českých zemích zabýval také teoretickou a metodologickou stránkou muzejní činnosti. Za účelem rozvoje tohoto oboru založil muzeologický časopis Věstník českoslovanských muzeí a spolků archeologických (vycházel v letech 1895–1901).
V roce 1877 došlo k obnovení Včely čáslavské, jejíž činnosti se Čermák nadále aktivně účastnil jako její jednatel a v letech 1891–1917 jako předseda. Včela čáslavská spolupracovala i s čáslavským muzeem, kde byl Čermák autorem historické expozice.

## Dráha spisovatele
Jako další učitelé v té době, kteří se zabývali historií a konkrétně archeologií, pokoušel se Kliment Čermák propagovat poznatky vědy i mimo školní půdu. Za nejvhodnější prostředek pro tuto propagaci považoval popularizační a beletristickou tvorbu. Napsal množství povídek i obsáhlejších prací, patří mezi přední a zároveň první představitele tzv. archeologické povídky. V této tvorbě se snažil zejména působit na mládež a obecnou veřejnost, jeho záměrem bylo přimět je k ochraně a úctě k hmotným (archeologickým) památkám české minulosti.

## Numismatická činnost
Vedle archeologie se dlouhodobě zabýval i numismatikou, v roce 1913 vyšlo jeho základní dílo o českých mincích.

## Dílo

### Odborná publikační činnost
- O muzejích městských a okresních. Čáslav 1886.
- Výzkumy na Hrádku v Čáslavi. Archeologické příspěvky z Čáslavska 5, Čáslav 1888.
- Vývoj neobyčejných nástrojů. Archeologické příspěvky z Čáslavska 7, Čáslav 1891.
- Mince království českého za panování rodu habsburského od roku 1526 I-III. Pardubice 1891–1913.

### Sbírky povídek
- Z časů dávných. Povídky o starožitnostech od Kl. Čermáka. Nové Město n. Metují 1889.
- Povídky pro mladé starožitníky. Praha 1889.
- Povídky o starožitnostech. Mládeži vypravuje Kl. Čermák. Praha 1889.
- Výpravy mladých starožitníků. Povídky o starožitnostech. In: Nečas, J. et al., Mladým duším. Jaroměř 1891. Oddíl III., s. 1-44.
- Chraňte památky praotců. Povídky a besedy o starých dobách. Praha 1892.
- Šepoty starých lip. Povídky o starožitnostech. Praha 1896.
- Od Doubravky a t Polabí. Dějepisné povídky a besedy starožitnické. Praha 1896.
- Staré obrázky čáslavské. Povídky o starožitnostech. Praha 1898.
- Z hlubin hor a chat. Praha 1904.

### Beletrie
- Cesta z Čáslavě do hor Železných. Praha 1879.
- Památky našich předků. Praha 1891.
- Besedy o starožitnostech. Velké Meziříčí 1891.
- O starých knihách a krojích českých. Praha 1892.
- Z pouti do vlasti. Dárek mladým přátelům starožitností. Praha 1896.
- Kolem zeměkoule! Výlet dvou mladých cestovatelů. Praha 1897.
- Staří a mladí vlastenci. Praha 1898.
- Ze slovenských hor a chat. Praha 1903.

### Popularizační práce
- Pravěk lidstva evropského. Doba kamene. Praha 1887.
- O českých penězích do r. 1526. Čáslav 1888.
- Starožitnosti dob kovů v Evropě. Praha 1898.